# Pierre Thiers
Pour les articles homonymes, voir Thiers (homonymie).
Pas d'image ? Cliquez ici

a Compétitions nationales et continentales officielles uniquement.

b Matchs officiels uniquement.
Pierre Thiers, né le 16 avril 1914 à Thiers (Puy-de-Dôme) et mort le 23 mai 1997 à Clermont-Ferrand (Puy-de-Dôme), est un joueur international français de rugby à XV ayant évolué principalement au poste de demi de mêlée à l'AS Montferrand durant l'avant-guerre puis aux SA Thiers à la Libération.

## Biographie

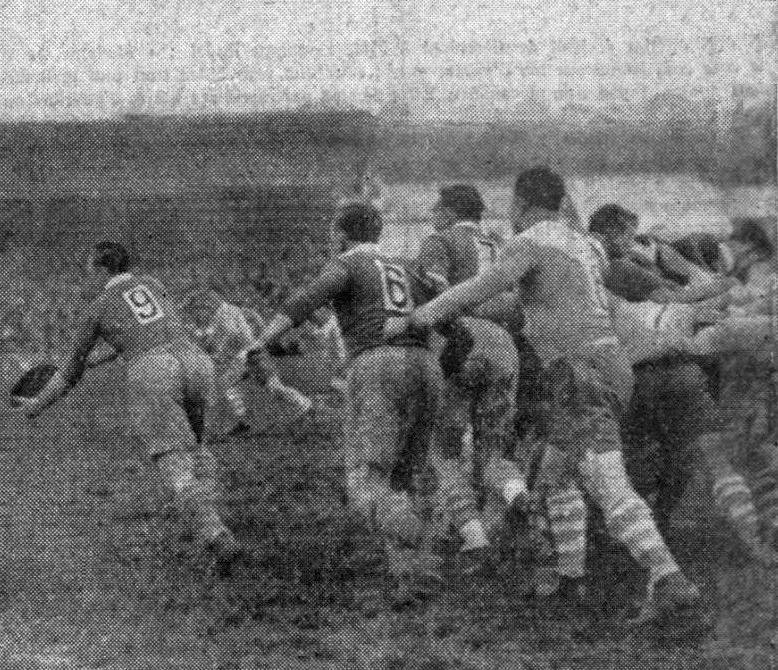
Championnat de France de 1937, CS Vienne - AS Montferrand, sortie de mêlée pour le Montferrandais Thiers, le demi de mêlée qui ouvre sur ses lignes arrières.

Pierre Thiers est, avec le Perpignanais Joseph Desclaux, le seul joueur français à avoir joué en équipe de France avant et après-guerre, après deux années entre autres passées en Allemagne comme prisonnier, et un détour de plus d'un an par le football au sortir de sa captivité. Il fut le premier capitaine français après le grand conflit mondial, le 1er janvier 1945.
Il a rencontré l'équipe d’Allemagne à cinq reprises avant-guerre, l'équipe de l'armée britannique à deux reprises (dont une aux côtés de Jacques Chaban-Delmas), et l'équipe de l'empire britannique une fois,.
Il travaille dans la coutellerie de Thiers,.

## Statistiques internationales
- 9 sélections en équipe de France, de 1936 à 1945.
- Capitaine du XV de France à 3 reprises, lors du dernier match international français avant-guerre et des deux premiers après le conflit mondial.

## Palmarès

### En club
- Finaliste du Championnat de France en 1936 et 1937 avec l'AS Montferrand.
- Vainqueur du Challenge Yves du Manoir en 1938 avec l'AS Montferrand.

### En équipe nationale
- Vainqueur du Tournoi européen FIRA en 1936, 1937, 1938 avec l'équipe de France.